# Edith Jacobson Low-Beer
Ne doit pas être confondu avec Edith Jacobson.
Edith Jacobson Low-Beer, née le 7 février 1916 à Montréal est une philanthrope québécoise, actives dans les domaines de la santé et de la préservation du patrimoine. 

## Biographie
Elle fonde avec son mari, l'homme d'affaires John Hans Low Beer, en 1983, en mémoire de leur fils, la fondation EJLB. Cette fondation a pour but premier de faire de la recherche sur la schizophrénie. Elle décerne un prix de 300 000 CAD (valeur 2023) à de jeunes chercheurs dans le domaine de la santé. 
Edith Jacobson Low-Beer est aussi membre active, durant plus de 20 ans, du mouvement Les Amis de la montagne, et donatrice du MAC de Montréal.
Elle meurt d'un cancer le 28 octobre 2009.

## Honneurs
- 1996 - Membre de l'Ordre du Canada[3]
- 2002 - Membre honoraire de l'Université Mac Gill (faculté de psychiatrie)[6]
- 2007 - Officier de l'Ordre national du Québec[2]
- 2009 - Docteur Honoris Causa de l'Université de Montréal (faculté de médecine)[6]